# Go A
Go_A er den korrekte titel på denne artikel. Titlen vises forkert på grund af tekniske begrænsninger.
Go_A er et ukrainsk elektro-folkeband.
De skulle have repræsenteret Ukraine i Eurovision Song Contest 2020 i Rotterdam, Holland, med sangen "Solovey". Efter aflysningen af konkurrencen i 2020 på grund af coronavirus-pandemien 2019-20, blev det annonceret, at bandet repræsenterer landet i 2021 med deres nye sang "SHUM". EBU'et fortalte dem at de blev nødt til at lave en ny version af sangen grundet af at sangen var et minut for langt og sangen var en moderniseret version af en Ukrainsk folkesang. Det gik imod EBU'ets regler om at sangen skal være original. Gruppen endte på en 5. plads i finalen.